# Championnat du monde de Formule 1 1952
Navigation
1951 1953
Le championnat du monde de Formule 1 1952 a été remporté par l'Italien Alberto Ascari sur Ferrari. Il fut disputé sous la réglementation Formule 2 (moteurs 2 litres) en raison de la défection des principaux constructeurs de Formule 1 (retraits d'Alfa Romeo et de Talbot-Lago, fin du partenariat Simca-Gordini, échec du projet BRM).

## Règlement sportif
- Seuls les quatre meilleurs résultats sont retenus.
- L'attribution des points se fait selon le barème 8, 6, 4, 3 et 2 points avec 1 point pour l'auteur du meilleur tour en course.
- Plusieurs pilotes peuvent se relayer au volant d'une même voiture ; les points sont alors divisés, sans tenir compte du nombre de tours bouclés par chacun.

## Règlement technique
- Moteurs atmosphériques : 2 000 cm³
- Moteurs suralimentés : 500 cm3

Le règlement du championnat du monde prend en 1952 son premier grand virage : pour pallier la défection annoncée d'Alfa Romeo et tenter de garnir des grilles de départ de plus en plus désertes, la Commission sportive internationale (CSI) décide que le championnat se déroulera sous le règlement technique de la Formule 2 (exception faite des 500 miles d'Indianapolis, toujours disputés sous l'ancienne réglementation de la Formule internationale). La réglementation Formule 1 de 4 500 cm3 (ou 1 500 suralimentés) restera effective jusqu'en 1953, pour des courses hors championnat.

## Principaux engagés
Le nouveau règlement n'a que peu de conséquences immédiates sur le plateau et en l'absence d'Alfa Romeo, la Scuderia Ferrari est esseulée. Alberto Ascari fait figure de favori pour le titre. Il est épaulé par Luigi Villoresi, Piero Taruffi et Giuseppe Farina, laissé libre par le retrait d'Alfa Romeo.
Deux marques chercheront à inquiéter Ferrari : Gordini, avec Manzon et Behra mais surtout Maserati avec une nouvelle voiture, la A6 GCM, confiée au duo argentin González, ex-Ferrari et le champion du monde en titre Juan Manuel Fangio, ex-Alfa Romeo.
Liste complète des écuries et pilotes (hors Indianapolis) ayant couru dans le championnat 1952 de Formule 1 organisé par la FIA.
| Écurie                    | Constructeur  | Châssis      | Moteur                                  | Pneus | Pilote                        | Courses     |
| ------------------------- | ------------- | ------------ | --------------------------------------- | ----- | ----------------------------- | ----------- |
| AFM                       | AFM           | AFM          | Küchen 2.0 V8                           | E     | Hans Stuck                    | 1           |
| Toni Ulmen                | Veritas       | Meteor       | Veritas 2.0 L6                          | D     | Toni Ulmen                    | 1, 6        |
| Équipe Gordini            | Gordini       | 16 16S 15    | Gordini 20 2.0 L6 Gordini 1500 1.5 L4   | E     | Jean Behra                    | 1, 3-4, 6-8 |
| Équipe Gordini            | Gordini       | 16 16S 15    | Gordini 20 2.0 L6 Gordini 1500 1.5 L4   | E     | Robert Manzon                 | 1, 3-8      |
| Équipe Gordini            | Gordini       | 16 16S 15    | Gordini 20 2.0 L6 Gordini 1500 1.5 L4   | E     | Prince Bira                   | 1, 3-5      |
| Équipe Gordini            | Gordini       | 16 16S 15    | Gordini 20 2.0 L6 Gordini 1500 1.5 L4   | E     | Johnny Claes                  | 3           |
| Équipe Gordini            | Gordini       | 16 16S 15    | Gordini 20 2.0 L6 Gordini 1500 1.5 L4   | E     | Maurice Trintignant           | 4-8         |
| Écurie Rosier             | Ferrari       | 500          | Ferrari 500 2.0 L4                      | D     | Louis Rosier                  | 1, 3-4, 8   |
| HW Motors                 | HWM           | 52 51/52     | Alta F2 2.0 L4                          | D     | George Abecassis              | 1           |
| HW Motors                 | HWM           | 52 51/52     | Alta F2 2.0 L4                          | D     | Peter Collins                 | 1, 3-6, 8   |
| HW Motors                 | HWM           | 52 51/52     | Alta F2 2.0 L4                          | D     | Lance Macklin                 | 1, 3-5, 7-8 |
| HW Motors                 | HWM           | 52 51/52     | Alta F2 2.0 L4                          | D     | Stirling Moss                 | 1           |
| HW Motors                 | HWM           | 52 51/52     | Alta F2 2.0 L4                          | D     | Paul Frère                    | 3, 6        |
| HW Motors                 | HWM           | 52 51/52     | Alta F2 2.0 L4                          | D     | Roger Laurent                 | 3           |
| HW Motors                 | HWM           | 52 51/52     | Alta F2 2.0 L4                          | D     | Yves Giraud-Cabantous         | 4           |
| HW Motors                 | HWM           | 52 51/52     | Alta F2 2.0 L4                          | D     | Duncan Hamilton               | 5, 7        |
| HW Motors                 | HWM           | 52 51/52     | Alta F2 2.0 L4                          | D     | Johnny Claes                  | 6           |
| HW Motors                 | HWM           | 52 51/52     | Alta F2 2.0 L4                          | D     | Dries van der Lof             | 7           |
| Scuderia Franera          | Frazer Nash   | FN48         | Bristol BS1 2.0 L6                      | D     | Ken Wharton                   | 1, 3, 7     |
| Ecurie Richmond           | Cooper        | T20          | Bristol BS1 2.0 L6                      | D     | Eric Brandon                  | 1, 3, 5, 8  |
| Ecurie Richmond           | Cooper        | T20          | Bristol BS1 2.0 L6                      | D     | Alan Brown                    | 1, 3, 5, 8  |
| Scuderia Ferrari          | Ferrari       | 500 375S*    | Ferrari 500 2.0 L4 Ferrari 375 4.5 V12* | P F E | Giuseppe Farina               | 1, 3-8      |
| Scuderia Ferrari          | Ferrari       | 500 375S*    | Ferrari 500 2.0 L4 Ferrari 375 4.5 V12* | P F E | Piero Taruffi                 | 1, 3-6, 8   |
| Scuderia Ferrari          | Ferrari       | 500 375S*    | Ferrari 500 2.0 L4 Ferrari 375 4.5 V12* | P F E | André Simon                   | 1, 8        |
| Scuderia Ferrari          | Ferrari       | 500 375S*    | Ferrari 500 2.0 L4 Ferrari 375 4.5 V12* | P F E | Alberto Ascari                | 2-8         |
| Scuderia Ferrari          | Ferrari       | 500 375S*    | Ferrari 500 2.0 L4 Ferrari 375 4.5 V12* | P F E | Luigi Villoresi               | 7-8         |
| Enrico Platé              | Maserati      | 4CLT/48      | Maserati Platé 2.0 L4                   | P     | Emmanuel de Graffenried       | 1, 4-5, 8   |
| Enrico Platé              | Maserati      | 4CLT/48      | Maserati Platé 2.0 L4                   | P     | Harry Schell                  | 1, 4-5      |
| Enrico Platé              | Maserati      | 4CLT/48      | Maserati Platé 2.0 L4                   | P     | Alberto Crespo                | 8           |
| Écurie Espadon            | Ferrari       | 500 212      | Ferrari 500 2.0 L4 Ferrari 125 1.5 V12  | P     | Rudi Fischer                  | 1, 4-6, 8   |
| Écurie Espadon            | Ferrari       | 500 212      | Ferrari 500 2.0 L4 Ferrari 125 1.5 V12  | P     | Peter Hirt                    | 1, 4-5      |
| Écurie Espadon            | Ferrari       | 500 212      | Ferrari 500 2.0 L4 Ferrari 125 1.5 V12  | P     | Rudolf Schoeller              | 6           |
| Écurie Espadon            | Ferrari       | 500 212      | Ferrari 500 2.0 L4 Ferrari 125 1.5 V12  | P     | Hans Stuck                    | 8           |
| Alfred Dattner            | Simca-Gordini | 11           | Gordini 1500 1.5 L4                     | E     | Max de Terra                  | 1           |
| LD Hawthorn               | Cooper        | T20          | Bristol BS1 2.0 L6                      | D     | Mike Hawthorn                 | 3, 5, 7-8   |
| ERA                       | ERA           | G            | Bristol BS1 2.0 L6                      | D     | Stirling Moss                 | 3, 5, 7     |
| Écurie Francorchamps      | Ferrari       | 500          | Ferrari 500 2.0 L4                      | E     | Charles de Tornaco            | 3, 7-8      |
| Écurie Francorchamps      | Ferrari       | 500          | Ferrari 500 2.0 L4                      | E     | Roger Laurent                 | 6           |
| Arthur Legat              | Veritas       | Meteor       | Veritas 2.0 L6                          | E     | Arthur Legat                  | 3           |
| WS Aston                  | WS Aston      | NB41         | Butterworth 2.0 Flat-4                  | D     | Robin Montgomerie-Charrington | 3           |
| WS Aston                  | WS Aston      | NB41         | Butterworth 2.0 Flat-4                  | D     | Bill Aston                    | 5-6, 8      |
| Tony Gaze                 | HWM           | 52           | Alta F2 2.0 L4                          | D     | Tony Gaze                     | 3, 5-6, 8   |
| Robert O'Brien            | Simca-Gordini | 15           | Gordini 1500 1.5 L4                     | E     | Robert O'Brien                | 3           |
| Peter Whitehead           | Alta Ferrari  | F2 125/F2    | Alta F2 2.0 L4 Ferrari 125 1.5 V12      | D     | Peter Whitehead               | 4-5, 8      |
| Peter Whitehead           | Alta Ferrari  | F2 125/F2    | Alta F2 2.0 L4 Ferrari 125 1.5 V12      | D     | Graham Whitehead              | 5           |
| Escuderia Bandeirantes    | Maserati      | A6GCM        | Maserati A6 2.0 L6                      | P     | Philippe Étancelin            | 4           |
| Escuderia Bandeirantes    | Maserati      | A6GCM        | Maserati A6 2.0 L6                      | P     | Gino Bianco                   | 5-8         |
| Escuderia Bandeirantes    | Maserati      | A6GCM        | Maserati A6 2.0 L6                      | P     | Eitel Cantoni                 | 5-6, 8      |
| Escuderia Bandeirantes    | Maserati      | A6GCM        | Maserati A6 2.0 L6                      | P     | Chico Landi                   | 7-8         |
| Escuderia Bandeirantes    | Maserati      | A6GCM        | Maserati A6 2.0 L6                      | P     | Jan Flinterman                | 7           |
| Écurie Belge              | Simca-Gordini | 15           | Gordini 1500 1.5 L4                     | E     | Johnny Claes                  | 4-5, 8      |
| Écurie Belge              | Simca-Gordini | 15           | Gordini 1500 1.5 L4                     | E     | Paul Frère                    | 7           |
| Scuderia Marzotto         | Ferrari       | 166/F2       | Ferrari 125 1.5 V12                     | P     | Gianfranco Comotti            | 4           |
| Scuderia Marzotto         | Ferrari       | 166/F2       | Ferrari 125 1.5 V12                     | P     | Piero Carini                  | 4, 6        |
| AHM Bryde                 | Cooper        | T20          | Bristol BS1 2.0 L6                      | D     | Mike Hawthorn                 | 4           |
| AHM Bryde                 | Cooper        | T20          | Bristol BS1 2.0 L6                      | D     | Reg Parnell                   | 5           |
| Connaught Engineering     | Connaught     | A            | Lea Francis 2.0 L4                      | D     | Kenneth McAlpine              | 5, 8        |
| Connaught Engineering     | Connaught     | A            | Lea Francis 2.0 L4                      | D     | Ken Downing                   | 5           |
| Connaught Engineering     | Connaught     | A            | Lea Francis 2.0 L4                      | D     | Eric Thompson                 | 5           |
| Connaught Engineering     | Connaught     | A            | Lea Francis 2.0 L4                      | D     | Dennis Poore                  | 5, 8        |
| Connaught Engineering     | Connaught     | A            | Lea Francis 2.0 L4                      | D     | Stirling Moss                 | 8           |
| Ecurie Ecosse             | Cooper        | T20          | Bristol BS1 2.0 L6                      | D     | David Murray                  | 5           |
| G Caprara                 | Ferrari       | 500          | Ferrari 500 2.0 L4                      | D     | Roy Salvadori                 | 5           |
| Tony Crook                | Frazer Nash   | 421          | BMW 328 2.0 L6                          | D     | Tony Crook                    | 5           |
| Marcel Balsa              | BMW           | Special      | BMW 328 2.0 L6                          | E     | Marcel Balsa                  | 6           |
| Fritz Riess               | Veritas       | RS           | Veritas 2.0 L6                          | ?     | Fritz Riess                   | 6           |
| Theo Helfrich             | Veritas       | RS           | Veritas 2.0 L6                          | ?     | Theo Helfrich                 | 6           |
| Willi Heeks               | AFM           | 8            | BMW 328 2.0 L6                          | ?     | Willi Heeks                   | 6           |
| Helmut Niedermayr         | AFM           | 6            | BMW 328 2.0 L6                          | ?     | Helmut Niedermayr             | 6           |
| Adolf Brudes              | Veritas       | RS           | Veritas 2.0 L6                          | ?     | Adolf Brudes                  | 6           |
| Motor-Presse-Verlag       | Veritas       | Meteor       | Veritas 2.0 L6                          | ?     | Paul Pietsch                  | 6           |
| Hans Klenk                | Veritas       | Meteor       | Veritas 2.0 L6                          | ?     | Hans Klenk                    | 6           |
| Josef Peters              | Veritas       | RS           | Veritas 2.0 L6                          | ?     | Josef Peters                  | 6           |
| Günther Bechem            | BMW           | BMW Eigenbau | BMW 328 2.0 L6                          | ?     | Günther Bechem                | 6           |
| Ernst Klodwig             | BMW           | BMW Heck     | BMW 328 2.0 L6                          | ?     | Ernst Klodwig                 | 6           |
| Rudolf Krause             | BMW           | BMW Greifzu  | BMW 328 2.0 L6                          | ?     | Rudolf Krause                 | 6           |
| Ken Downing               | Connaught     | A            | Lea Francis 2.0 L4                      | D     | Ken Downing                   | 7           |
| Officine Alfieri Maserati | Maserati      | A6GCM        | Maserati A6 2.0 L6                      | P     | Felice Bonetto                | 8           |
| Officine Alfieri Maserati | Maserati      | A6GCM        | Maserati A6 2.0 L6                      | P     | Franco Rol                    | 8           |
| Officine Alfieri Maserati | Maserati      | A6GCM        | Maserati A6 2.0 L6                      | P     | José Froilán González         | 8           |
| Élie Bayol                | O.S.C.A.      | 20           | O.S.C.A. 2000 2.0 L6                    | P     | Élie Bayol                    | 8           |
| Piero Dusio               | Cisitalia     | D46          | BPM 2.0 L4                              | P     | Piero Dusio                   | 8           |

* Voiture inscrite seulement aux 500 miles d'Indianapolis.

## Résumé du championnat du monde 1952
Le premier Grand Prix de la saison, en Suisse, est celui des absents : Alberto Ascari que Ferrari a envoyé dans l'Indiana pour préparer l'Indianapolis 500, mais également les Maserati. Les premiers essais de la dernière-née de la marque au trident n'ont pas été convaincants et les responsables de Maserati préfèrent retarder ses débuts. Face à une opposition limitée, Piero Taruffi offre à Ferrari le premier succès de la F1 2 litres.
Après Indianapolis (où Ascari ne marque pas de points, contraint à l'abandon dès le premier tiers de l'épreuve), le championnat est véritablement lancé à Spa-Francorchamps. Pour son retour, Ascari ne laisse aucune chance à ses adversaires, parmi lesquels les Maserati ne figurent toujours pas. Aux soucis de mise au point de la nouvelle voiture s'ajoute l'absence de Fangio, gravement blessé aux cervicales lors d'une course hors-championnat à Monza le 8 juin (sa voiture a effectué d'innombrables tonneaux). Le champion du monde sera absent jusqu'à la fin de saison ce qui retardera d'autant plus les débuts en championnat de la Maserati.
Le reste de la saison n'est qu'une promenade de santé pour Ascari qui ne laisse aucune chance à ses équipiers, notamment au vétéran Giuseppe Farina.

## Grands Prix de la saison 1952
| N° | Date        | Grand Prix                    | Lieu              | Vainqueur      | Voiture    | Résumé |
| 16 | 18 mai      | Grand Prix de Suisse          | Bremgarten        | Piero Taruffi  | Ferrari    | Résumé |
| 17 | 30 mai      | Indianapolis 500              | Indianapolis      | Troy Ruttman   | Kuzma-Offy | Résumé |
| 18 | 22 juin     | Grand Prix de Belgique        | Spa-Francorchamps | Alberto Ascari | Ferrari    | Résumé |
| 19 | 6 juillet   | Grand Prix de France          | Rouen-les-Essarts | Alberto Ascari | Ferrari    | Résumé |
| 20 | 19 juillet  | Grand Prix de Grande-Bretagne | Silverstone       | Alberto Ascari | Ferrari    | Résumé |
| 21 | 3 août      | Grand Prix d'Allemagne        | Nürburgring       | Alberto Ascari | Ferrari    | Résumé |
| 22 | 17 août     | Grand Prix des Pays-Bas       | Zandvoort         | Alberto Ascari | Ferrari    | Résumé |
| 23 | 7 septembre | Grand Prix d'Italie           | Monza             | Alberto Ascari | Ferrari    | Résumé |

## Classement des pilotes
| Classement | Pilote                | Pays        | Voiture              | Nombre de points |
| ---------- | --------------------- | ----------- | -------------------- | ---------------- |
| 1er        | Alberto Ascari        | Italie      | Ferrari              | 36 (53,5)        |
| 2e         | Giuseppe Farina       | Italie      | Ferrari              | 24 (27)          |
| 3e         | Piero Taruffi         | Italie      | Ferrari              | 22               |
| 4e         | Mike Hawthorn         | Royaume-Uni | Cooper               | 10               |
| 5e         | Rudi Fischer          | Suisse      | Ferrari              | 10               |
| 6e         | Robert Manzon         | France      | Gordini              | 9                |
| 7e         | Troy Ruttman          | États-Unis  | Kuzma-Offenhauser    | 8                |
| 8e         | Luigi Villoresi       | Italie      | Ferrari              | 8                |
| 9e         | José Froilán González | Argentine   | Maserati             | 6,5              |
| 10e        | Jean Behra            | France      | Gordini              | 6                |
| 11e        | Jim Rathmann          | États-Unis  | Kurtis-Offenhauser   | 6                |
| 12e        | Sam Hanks             | États-Unis  | Kurtis-Offenhauser   | 4                |
| 13e        | Dennis Poore          | Royaume-Uni | Connaught-Alta       | 3                |
| 14e        | Duane Carter          | États-Unis  | Lesovsky-Offenhauser | 3                |
| 15e        | Ken Wharton           | Royaume-Uni | Frazer               | 3                |
| 16e        | Alan Brown            | Royaume-Uni | Cooper               | 2                |
| 17e        | Felice Bonetto        | Italie      | Maserati             | 2                |
| 18e        | Eric Thompson         | Royaume-Uni | Connaught-Alta       | 2                |
| 19e        | Art Cross             | États-Unis  | Kurtis-Offenhauser   | 2                |
| 20e        | Paul Frère            | Belgique    | HWM                  | 2                |
| 21e        | Maurice Trintignant   | France      | Gordini              | 2                |
| 22e        | Bill Vukovich         | États-Unis  | Kurtis-Offenhauser   | 1                |

## Liste des Grands Prix disputés cette saison ne comptant pas pour le championnat du monde de Formule 1
Catégorie Formule 1
| Nom                                     | Circuit        | Date         | Vainqueur             | Constructeur    |
| --------------------------------------- | -------------- | ------------ | --------------------- | --------------- |
| XIe Grand Prix de Rio de Janeiro        | Gávea          | 20 janvier   | José Froilán González | Ferrari         |
| Ier Grand Prix d'Uruguay                | Piriápolis     | 23 mars      | Juan Manuel Fangio    | Ferrari         |
| IIe Grand Prix de Montevideo            | Piriápolis     | 30 mars      | Juan Manuel Fangio    | Ferrari         |
| VIe Grand Prix de Valentino             | Valentino Park | 6 avril      | Luigi Villoresi       | Ferrari         |
| IVe Richmond Trophy                     | Goodwood       | 14 avril     | José Froilán González | Ferrari         |
| IVe Lavant Cup                          | Goodwood       | 14 avril     | Mike Hawthorn         | Cooper-Bristol  |
| Ier Grand Prix d'Ibsley                 | Ringwood       | 19 avril     | Mike Hawthorn         | Cooper-Bristol  |
| Ier Aston Martin Owners Club Grand Prix | Snetterton     | 3 mai        | Dickie Stoop          | Frazer Nash     |
| IVe BRDC International Trophy           | Silverstone    | 10 mai       | Lance Macklin         | HWM-Alta        |
| XIVe Eläintarhanajot                    | Eläintarharata | 11 mai       | Roger Laurent         | Talbot-Lago     |
| Ve Grand Prix de Naples                 | Posillipo      | 11 mai       | Giuseppe Farina       | Ferrari         |
| VIe Grand Prix de Paris                 | Montlhéry      | 25 mai       | Piero Taruffi         | Ferrari         |
| XIVe Grand Prix de l'Albigeois          | Albi           | 1er Juin     | Louis Rosier          | Ferrari         |
| VIe Ulster Trophy                       | Dundrod        | 7 juin       | Piero Taruffi         | Ferrari         |
| Ier West Essex CC Race                  | Boreham        | 21 juin      | Reg Parnell           | Cooper-Bristol  |
| Hedemoraloppet                          | Hedemora       | 13 juillet   | Erik Lundgren         | EL Special (en) |
| IIe Daily Mail Trophy                   | Boreham        | 2 août       | Luigi Villoresi       | Ferrari         |
| Ier National Trophy                     | Turnberry      | 23 août      | Mike Hawthorn         | Connaught       |
| IIe Kanonloppet                         | Karlskoga      | 31 août      | Erik Lundgren         | EL Special (en) |
| IIe Skarpnäcksloppet                    | Skarpnäck      | 14 septembre | Gunnar Carlsson       | Ford-Mercury    |
| IIIe Grand Prix de la ville de Modène   | Modena         | 14 septembre | Luigi Villoresi       | Ferrari         |
| Ve Madgwick Cup                         | Goodwood       | 27 septembre | Ken Downing           | Connaught       |
| Ier Joe Fry Memorial Trophy             | Castle Combe   | 4 octobre    | Roy Salvadori         | Ferrari         |
| Ier Newcastle Journal Trophy            | Charterhall    | 11 octobre   | Dennis Poore          | Connaught       |
| XIIe Grand Prix de Rio de Janeiro       | Gávea          | 14 décembre  | Henrique Casini       | Ferrari         |

Allemagne de l'Est
L'Allemagne de l'Est organise également 8 Grands Prix ; Edgar Barth gagne à Leipzig, Halle-Saale-Schleife, et au Sachsenring
| Nom                                      | Circuit              | Date        | Vainqueur     | Constructeur   |
| ---------------------------------------- | -------------------- | ----------- | ------------- | -------------- |
| I Rostock Osthafenkurs                   | Rostock              | 20 avril    | Paul Greifzu  | BMW-Eigenbau   |
| I Bernau Autobahnschleife                | Bernau               | 4 mai       | Rudolf Krause | BMW-Reif       |
| I Dessau Autobahnspinne                  | Dessau               | 11 mai      | Fritz Riess   | Veritas-Meteor |
| III Leipzig Stadtparkrennen              | Leipzig              | 2 juin      | Edgar Barth   | IFA-Kollektiv  |
| III Strassen-Rennen Halle-Saale-Schleife | Halle-Saale-Schleife | 8 juin      | Edgar Barth   | IFA-Kollektiv  |
| I Strassen-rennen Leipzig                | Leipzig              | 17 août     | Hans Stuck    | AFM-BMW        |
| V DMV Grenzlandringrennen                | Grenzlandring        | 31 août     | Toni Ulmen    | Veritas        |
| IV Sachsenringrennen                     | Sachsenring          | 7 septembre | Edgar Barth   | EMW-BMW        |

Catégorie Formule 2
| Nom                                | Circuit            | Date         | Vainqueur           | Constructeur |
| ---------------------------------- | ------------------ | ------------ | ------------------- | ------------ |
| IIe Grand Prix de Syracuse         | Syracuse           | 16 mars      | Alberto Ascari      | Ferrari      |
| XIIIe Grand Prix de Pau            | Pau                | 14 avril     | Alberto Ascari      | Ferrari      |
| Xe Grand Prix de Marseille         | Marseille          | 27 avril     | Alberto Ascari      | Ferrari      |
| XVIe ADAC Eifelrennen              | Nürburgring        | 25 mai       | Rudi Fischer        | Ferrari      |
| XXIIe Grand Prix des Frontières    | Chimay             | 1er juin     | Paul Frère          | HWM-Alta     |
| Ve Grand Prix de Monza             | Monza              | 8 juin       | Giuseppe Farina     | Ferrari      |
| IVe Circuit du lac d'Aix-les-Bains | Aix-les-Bains      | 8 juin       | Jean Behra          | Gordini      |
| XVIe Grand Prix de la Marne        | Reims-Gueux        | 29 juin      | Jean Behra          | Gordini      |
| IIe Grand Prix des Sables-d'Olonne | Sables-d'Olonne    | 13 juillet   | Luigi Villoresi     | Ferrari      |
| Ier Grand Prix de Caen             | Caen               | 27 juillet   | Maurice Trintignant | Gordini      |
| XVIe Grand Prix de Comminges       | Comminges          | 10 août      | André Simon         | Ferrari      |
| XIe Grand Prix de La Baule         | La Baule-Escoublac | 24 août      | Alberto Ascari      | Ferrari      |
| IVe Circuit de Cadours             | Cadours            | 14 septembre | Louis Rosier        | Ferrari      |
| VIIIe Avusrennen                   | AVUS               | 28 septembre | Rudi Fischer        | Ferrari      |